# U-511
U-511 — большая океанская немецкая подводная лодка типа IX-C, времён Второй мировой войны.
Заказ на постройку лодки был отдан судостроительной компании «Дойче Верке» в Гамбурге 20 октября 1939 года. Лодка была заложена 21 февраля 1941 года под строительным номером 307, спущена на воду 22 сентября 1941 года, 8 декабря 1941 года под командованием капитан-лейтенанта Фридриха Штейнхоффа вошла в состав учебной 4-й флотилии. 1 августа 1942 года вошла в состав 10-й флотилии. Лодка совершила 4 боевых похода, в которых потопила 5 судов (41 373 брт) и повредила одно судно (8 773 брт). 16 сентября 1943 года была продана японцам и стала японской субмариной RO-500. В августе 1945 года капитулировала в Майдзуру. Затоплена американцами в 1946 году.
27 июня 2018 года была обнаружена на дне залива Вакаса командой Политехнического института Кюсю с помощью батискафа робота.